# Trofeo Laigueglia 1980
Il Trofeo Laigueglia 1980, diciassettesima edizione della corsa, si svolse il 19 febbraio 1980, su un percorso di 156 km. La vittoria fu appannaggio del belga Roger De Vlaeminck, che completò il percorso in 4h04'00", precedendo gli italiani Giuseppe Martinelli e Francesco Moser.
I corridori che presero il via da Laigueglia furono 118, mentre coloro che portarono a termine il percorso sul medesimo traguardo furono 72.

## Ordine d'arrivo (Top 10)
| Pos. | Corridore           | Squadra             | Tempo    |
| ---- | ------------------- | ------------------- | -------- |
| 1    | Roger De Vlaeminck  | Boule d'Or-Colnago  | 4h04'00" |
| 2    | Giuseppe Martinelli | San Giacomo-Benotto | s.t.     |
| 3    | Francesco Moser     | Sanson-Campagnolo   | s.t.     |
| 4    | Pierino Gavazzi     | Magniflex-Olmo      | s.t.     |
| 5    | Roberto Ceruti      | Gis Gelati-Colnago  | s.t.     |
| 6    | Ignazio Paleari     | Magniflex-Olmo      | s.t.     |
| 7    | Roberto Visentini   | San Giacomo-Benotto | s.t.     |
| 8    | Claudio Torelli     | Bianchi-Piaggio     | s.t.     |
| 9    | Carmelo Barone      | Sanson-Campagnolo   | s.t.     |
| 10   | Silvano Contini     | Bianchi-Piaggio     | s.t.     |